# أسلوبية مضادة

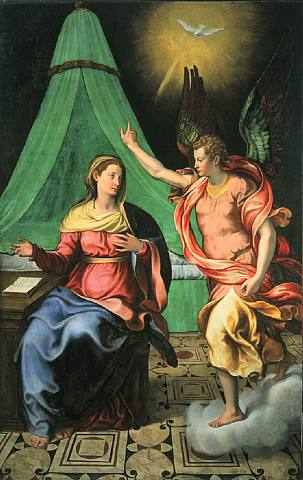

الأسلوبية المضادة هي مصطلح في تاريخ الفن لاتجاه حدده بعض مؤرخي الفن في الرسم الإيطالي في القرن السادس عشر، والذي يشكل فئة فرعية أو مرحلة من الأسلوبية، التي كانت الحركة المهيمنة في الفن الإيطالي بين عامي 1530 و1590. الأسلوبية المضادة هي رد فعل ضد اصطناعية الجيل الثاني من رسامي الأسلوبية في النصف الثاني من القرن السادس عشر. يعود سبب ذلك جزئيًا لرغبة الفنانين في اتباع الوصفات الغامضة للوضوح والبساطة في الفن التي أصدرها مجمع ترينت في جلسته الأخيرة عام 1563، ومثلت رفضًا للتشوهات والاصطناعية للأسلوب الأسلوبي العالي، وعودة جزئية إلى الكلاسيكية والتوازن في فن عصر النهضة العليا، مع «الوضوح في النظام الرسمي ووضوح المحتوى».
ابتكر هذا المصطلح مؤرخ الفن سيدني جوزيف فريدبيرغ (1914- 1997)، واكتسب درجة جيدة من القبول على الرغم من أن مؤرخي الفن الآخرين لم يتبنوه. كانت الأسلوبية المضادة واحدة من المراحل الأربع للرسم الإيطالي في القرن السادس عشر التي حددها فريدبيرغ من خلال رسوماته في إيطاليا، 1500- 1600، وقد نُشر لأول مرة في عام 1971 واحتوى النص الرئيسي في تلك الفترة على «الأسلوبية الأولى والأسلوبية العليا والأسلوبية المضادة والأسلوبية المتأخرة». لم تنجح الأساليب بشكل متقن، بل كانت موجودة جنبًا إلى جنب في معظم الوقت، مع بقاء الأسلوبية العليا الأسلوب المهيمن خلال الفترة الرئيسية للأسلوبية المضادة في الربع الثالث من القرن السادس عشر. كانت الأسلوبية المضادة في كثير من الحالات عبارة عن تطوير لأسلوب الفنان في منتصف أو أواخر المهنة، أو أسلوب مستخدم لبعض الأعمال وخاصة اللجان الدينية، بينما استمرت الأعمال الأخرى للفنان نفسه في استخدام الأسلوبية العالية.
قدم فريدريكو زيري المعاصر لفريدبيرغ في عام 1957، مصطلح آرتي ساكرا («الفن المقدس») لأسلوب الإصلاح المضاد لما قبل الباروك في الرسم الروماني أو أنه قد أعاد إحياؤه، بشكل متداخل إلى حد كبير مع الأسلوبية المضادة لفريدبيرغ، على الرغم من أنه أشمل من حيث التواريخ والأساليب. قد يكون استخدام مصطلح الأسلوبية المضادة في حالة تراجع، إذ يزداد نفاذ الصبر مع «ألقاب الأساليب» بين مؤرخي الفن. تعرضت مارسيا بي. هول، وهي مؤرخة فنية رائدة في تلك الفترة ومتدربة لدى فريدبيرغ، لانتقادات من قبل مراجع لكتابها الذي حمل عنوان بعد رفائيل: الرسم في وسط إيطاليا في القرن السادس عشر حول «عيبها الأساسي» في الاستمرار باستخدام هذا المصطلح وغيره، على الرغم من «ملاحظة اعتذارية حول ألقاب الأساليب» في بداية الكتاب ووعدها بالحفاظ على استخدامها بالحد الأدنى. 

## النطاق والخصائص
إن تعريف الأسلوبية بحد ذاته أمر معقد بشكل سيء، وتعريف الأسلوبية المضادة أيضًا، فقد عُرف بشكل سلبي أو اختزالي بعكس السابق، ولم يكن أقل تعقيدًا وسوءًا. هناك أجزاء كثيرة من إيطاليا، بقيادة البندقية والمراكز الشمالية الأخرى، على هامش كل من عصر النهضة العالي ورد فعل الأسلوبية، وصلت إلى ما يمكن تسميته بالأسلوبية المضادة بمجرد الاستمرار في تطوير أساليب النهضة الإقليمية وقبول جرعات معتدلة من تأثير الأسلوبية. يُطبق المصطلح غالبًا على الرسامين في فلورنسا وروما الذين أبدوا رد فعل ضد الأسلوب السائد في هذه المراكز التي تتبع الأسلوبية بشدة، دون رفض أساسي لمبادئه الأساسية. عندما قُدم المصطلح قارنه فريدبيرغ بمصطلحات مثل «النظير» و«النقطة المقابلة» موضحًا أنه ينوي «تضمين التوازي والعلاقة بين المصطلحين في نفس الوقت مع تعارضهما».